# 레나토 루지에로

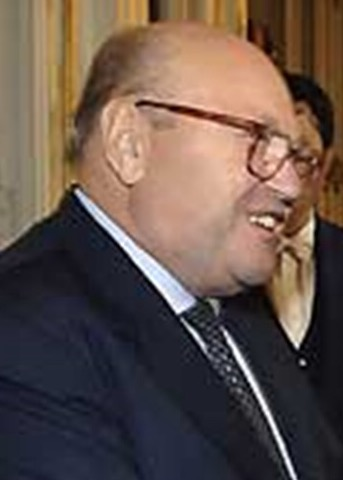

레나토 루지에로(Renato Ruggiero, 1930년 4월 9일 ~ 2013년 8월 4일)는 세계무역기구의 제2대 사무총장이며, 2001년 이탈리아 외무부장관을 역임하였다. 또한 Fiat나 ENI와 같은 많은 사기업에서 직책을 맡았다. 루지에로는 나폴리 대학에서 법학을 전공한 뒤 외국 근무를 시작하였다. 많은 경력을 쌓은 뒤, 특히 1980년대의 Sigonella 위기와 같은 난관을 거치면서 최고 수준의 외교관이 되었다. 그는 강한 협상 능력으로 유명하며, 덕분에 "Rocky"라는 별명을 얻었다. 루지에로는 현재 대사직책을 수행중이며, 시티 그룹에서 일하고 있다.

## 같이 보기
- 이탈리아의 대외 관계